# リトル・シーザーズ・アリーナ
リトル・シーザーズ・アリーナ（Little Caesars Arena）はミシガン州デトロイトに所在する多目的アリーナ。NBAのデトロイト・ピストンズ、NHLのデトロイト・レッドウィングスの本拠地である。イリッチ・ホールディングスが所有するピザチェーンリトル・シーザーズが命名権を取得したが、ウェブサイトのlittlecaesarsarena.comが第三者に取得されたため、所有するオリンピア・エンターテインメントは同社サイト内にアリーナウェブサイトを設けている。
こけら落としはキッド・ロックの6daysライブが行われた。